# Microsoft for Startups
Microsoft for Startups（マイクロソフト・フォー・スタートアップス）は、かつてMicrosoft BizSpark（マイクロソフト・ビズスパーク）として知られていたマイクロソフトの起業家向けプログラムである。スタートアップ企業やソフトウェア起業家に対し、Azure クレジット、マイクロソフト製品の無料ライセンス提供をはじめ、各種特典や支援を提供している。このプログラムの参加者は選定され、提供される特典や利益を最大3年間利用することができる。
マイクロソフトは2009年に、選ばれたスタートアップ向けの特別支援プログラムであるBizSpark One（ビズスパーク・ワン）を開始した。
BizSparkは2018年2月14日に終了し、新たにMicrosoft for Startupsとして置き換えられた。
2021年10月には、創業者向けに新たなプラットフォーム「Microsoft for Startups Founders Hub」（マイクロソフト・フォー・スタートアップス ファウンダーズハブ）が追加され、スタートアップ企業が自身の特典や企業プロフィールをより簡単に管理できるようになった。